# 프리져
《프리져》(フリーザー 후리자[*])는 포켓몬스터 시리즈에 등장하는 가공의 몬스터이다.

## 특징
전설의 새 포켓몬. 공기 중의 수분을 얼려 눈보라를 만들어 낼 수 있다. 눈산에서 조난당하면 눈앞에 프리져가 나타나 구해준다는 전설이 있다. 프리져가 방문한 마을에는 한 발 앞서 겨울이 온다.프리져는 얼음타입인 포켓몬이다.

## 게임에서의 프리져
《포켓몬스터 적·녹·청·피카츄》, 《포켓몬스터 파이어 레드·리프 그린》, 《포켓몬스터 하트 골드·소울 실버》에서는 쌍둥이섬의 심층부에 서식하고 있다.
《포켓몬스터Pt 기라티나》에서는 전국도감을 얻은 후, 프리져, 썬더, 파이어가 신오지방 각지를 돌아다닌다.
《대난투 스매시브라더스 DX》에서는 몬스터 볼에서 낮은 확률로 등장한다.
《포켓몬고》에서는 2017년 7월 후반 경 한국에 레이드로 루기아와 함께 첫 전설의 포켓몬으로 출시되었다. 
《포켓몬 불가사의 던전 시간의 탐험대·어둠의 탐험대》에서는 7개의 비보 중 하나인 얼음플루트를 지키는 포켓몬이다.
《포켓몬스터 소드•실드》에서는 왕관의 설원에서 가라르폼이 등장한다. 타입이 에스퍼, 비행으로 변경된다. 다이맥스 어드벤처에서 원종도 잡을 수 있다
《포켓몬 유나이트》에서 썬더 대신 크리스마스 이벤트로 등장했다.

## 애니메이션에서의 프리져
《포켓몬스터》190화에 등장.
《포켓몬스터 AG》135, 136화에 프론티어 브레인 다투라의 친구로 등장. 지우의 리자몽과 시합했고 초반과 중반에는 밀어붙였지만 후반에 지구던지기를 맞고 기절한다.
《포켓몬스터 디 오리진 》4화에서 레드에게 포획되어 뮤츠를 잡을 때 사용되었다.
《포켓몬스터W》101화에 등장한다.

## 그 외에서의 프리져
- 극장판 《루기아의 탄생》

## 같이 보기
- 포켓몬스터